# Meridiano 110 este
El meridiano 110 este es una línea de longitud que se extiende desde el Polo Norte atravesando el Océano Ártico, Asia, el Océano Índico, el Océano Antártico y la Antártida hasta el Polo Sur.
El meridiano 110 este forma un gran círculo con el meridiano 70 oeste.

## De Polo a Polo
Comenzando en el Polo Norte y dirigiéndose hacia el Polo Sur, el meridiano atraviesa:
| Coordenadas                        | País, territorio o mar     | Notas |
| ---------------------------------- | -------------------------- | --- |
| 90°0′N 110°0′E / 90.000, 110.000   | Océano Ártico              | Mar de Láptev |
| 79°30′N 110°0′E / 79.500, 110.000  | Mar de Láptev              | |
| 76°42′N 110°0′E / 76.700, 110.000  | Rusia                      | Península de Taimyr |
| 74°22′N 110°0′E / 74.367, 110.000  | Golfo de Játanga           | |
| 74°0′N 110°0′E / 74.000, 110.000   | Rusia                      | |
| 73°42′N 110°0′E / 73.700, 110.000  | Golfo de Játanga           | |
| 73°29′N 110°0′E / 73.483, 110.000  | Rusia                      | |
| 49°12′N 110°0′E / 49.200, 110.000  | Mongolia                   | |
| 42°38′N 110°0′E / 42.633, 110.000  | China                      | Mongolia Interior – Pasando al este de Baotou (en 40°34′N 110°1′E / 40.567, 110.017) Shaanxi – desde 39°11′N 110°0′E / 39.183, 110.000 Hubei – desde 33°8′N 110°0′E / 33.133, 110.000 Shaanxi – desde 32°50′N 110°0′E / 32.833, 110.000 Hubei – desde 32°31′N 110°0′E / 32.517, 110.000 Chongqing – desde 31°26′N 110°0′E / 31.433, 110.000 Hubei – desde 30°52′N 110°0′E / 30.867, 110.000 Hunan – desde 29°45′N 110°0′E / 29.750, 110.000 Guangxi – desde 26°9′N 110°0′E / 26.150, 110.000 Guangdong – desde 21°53′N 110°0′E / 21.883, 110.000 |
| 20°17′N 110°0′E / 20.283, 110.000  | Mar de la China Meridional | Estrecho de Qiongzhou |
| 19°56′N 110°0′E / 19.933, 110.000  | China                      | Isan de Hainan |
| 18°22′N 110°0′E / 18.367, 110.000  | Mar de la China Meridional | |
| 1°42′N 110°0′E / 1.700, 110.000    | Malasia                    | Sarawak – En la isla de Borneo |
| 1°18′N 110°0′E / 1.300, 110.000    | Indonesia                  | Borneo Occidental – En la isla de Borneo |
| 1°17′S 110°0′E / -1.283, 110.000   | Mar de la China Meridional | |
| 1°43′S 110°0′E / -1.717, 110.000   | Indonesia                  | Borneo Occidental – En la isla de Borneo |
| 1°54′S 110°0′E / -1.900, 110.000   | Mar de la China Meridional | |
| 2°57′S 110°0′E / -2.950, 110.000   | Mar de Java                | |
| 6°55′S 110°0′E / -6.917, 110.000   | Indonesia                  | Isla de Java |
| 7°53′S 110°0′E / -7.883, 110.000   | Océano Índico              | |
| 60°0′S 110°0′E / -60.000, 110.000  | Océano Antártico           | |
| 66°38′S 110°0′E / -66.633, 110.000 | Antártida                  | Territorio Antártico Australiano, reclamado por Australia |